# Vince Hinostroza
Vincent Enrique Hinostroza (* 3. dubna 1994 Melrose Park, Illinois) je profesionální americký hokejový útočník hrající v týmu Nashville Predators v kanadsko-americké soutěži National Hockey League (NHL). Ve vstupním draftu NHL 2012 byl vybrán v 6. kole jako 169. celkově týmem Chicago Blackhawks.

## Statistiky

### Klubové statistiky
| Sezóna      | Klub                           | Soutěž      |     | Základní část | Základní část | Základní část | Základní část | Základní část |   | Play off | Play off | Play off | Play off | Play off |
| Sezóna      | Klub                           | Soutěž      | Z   | G             | A             | B             | TM            | Z             | G | A        | B        | TM       |          |          |
| 2014/15     | Rockford IceHogs               | AHL         | 5   | 0             | 2             | 2             | 0             | —             | — | —        | —        | —        |          |          |
| 2015/16     | Rockford IceHogs               | AHL         | 66  | 18            | 33            | 51            | 24            | 3             | 0 | 0        | 0        | 2        |          |          |
| 2015/16     | Chicago Blackhawks             | NHL         | 7   | 0             | 0             | 0             | 6             | —             | — | —        | —        | —        |          |          |
| 2016/17     | Chicago Blackhawks             | NHL         | 49  | 6             | 8             | 14            | 17            | 1             | 0 | 0        | 0        | 0        |          |          |
| 2016/17     | Rockford IceHogs               | AHL         | 15  | 3             | 4             | 7             | 4             | —             | — | —        | —        | —        |          |          |
| 2017/18     | Rockford IceHogs               | AHL         | 23  | 9             | 13            | 22            | 8             | —             | — | —        | —        | —        |          |          |
| 2017/18     | Chicago Blackhawks             | NHL         | 50  | 7             | 18            | 25            | 10            | —             | — | —        | —        | —        |          |          |
| 2018/19     | Arizona Coyotes                | NHL         | 72  | 16            | 23            | 39            | 14            | —             | — | —        | —        | —        |          |          |
| 2019/20     | Arizona Coyotes                | NHL         | 68  | 5             | 17            | 22            | 14            | 7             | 0 | 2        | 2        | 2        |          |          |
| 2020/21     | Florida Panthers               | NHL         | 9   | 0             | 0             | 0             | 0             | —             | — | —        | —        | —        |          |          |
| 2020/21     | Chicago Blackhawks             | NHL         | 17  | 4             | 8             | 12            | 8             | —             | — | —        | —        | —        |          |          |
| 2021/22     | Buffalo Sabres                 | NHL         | 62  | 13            | 12            | 25            | 24            | —             | — | —        | —        | —        |          |          |
| 2022/23     | Buffalo Sabres                 | NHL         | 26  | 2             | 9             | 11            | 6             | —             | — | —        | —        | —        |          |          |
| 2022/23     | Rochester Americans            | AHL         | 11  | 5             | 4             | 9             | 6             | —             | — | —        | —        | —        |          |          |
| 2023/24     | Wilkes-Barre/Scranton Penguins | AHL         | 42  | 16            | 19            | 35            | 32            | 2             | 0 | 3        | 3        | 4        |          |          |
| 2023/24     | Pittsburgh Penguins            | NHL         | 14  | 1             | 2             | 3             | 4             | —             | — | —        | —        | —        |          |          |
| NHL celkově | NHL celkově                    | NHL celkově | 374 | 54            | 97            | 151           | 103           | 8             | 0 | 2        | 2        | 2        |          |          |

### Reprezentační statistiky
| Rok                       | Tým                       | Soutěž                    | Z | G | A | B | TM |
| ------------------------- | ------------------------- | ------------------------- | - | - | - | - | -- |
| 2011                      | USA 18                    | IH-18                     | 4 | 2 | 2 | 4 | 2  |
| 2014                      | USA 20                    | MS-20                     | 5 | 3 | 2 | 5 | 0  |
| 2016                      | USA                       | MS                        | 9 | 1 | 2 | 3 | 10 |
| Juniorská kariéra celkově | Juniorská kariéra celkově | Juniorská kariéra celkově | 9 | 5 | 4 | 9 | 2  |
| Seniorská kariéra celkově | Seniorská kariéra celkově | Seniorská kariéra celkově | 9 | 1 | 2 | 3 | 10 |